# Mega Dance
Mega Dance – polska grupa muzyczna wykonująca muzykę disco polo.
Została założona w 1998 przez Karola Pietrzaka w Białymstoku. W zespole występowali także DJ Dario i Mariusz Gołaszewski.
We wrześniu 2000 grupa wydała swój pierwszy album pt. Dlaczego tak, na którym ukazały się takie utwory jak: Ewa odeszła, Mam dość czy Dlaczego tak. Teledyski zespołu Mega Dance emitowały takie programy telewizyjne jak: Disco Polo Live i Piosenka na życzenie nadawane na antenie telewizji Polsat. W lipcu 2002 grupa wydała swoją drugą płytę pt. Senne oczy. Wypromowały ją takie utwory jak: Senne oczy, Magda czy W dyskotece. Wiosną 2005 zespół nagrał trzecią płytę pt. Puste słowa, a w 2008 zespół podpisał kontrakt z firmą Hit’n’Hot Music, efektem czego był czwarty krążek pt. Kochać całym sercem, wydany latem 2008.

## Dyskografia
- Dlaczego tak (2000)
- Senne oczy (2002)
- Puste słowa (2005)
- Kochać całym sercem (2008) (+ reedycja płyty w 2009)
- Tobie te słowa (2009)
- Kochać latem (2010)
- Gorące usta (2011)
- V (2012)
- Miłość to ogień (2019)[4]